# Cantonul Montmélian
Cantonul Montmélian este un canton din arondismentul Chambéry, departamentul Savoie, regiunea Rhône-Alpes, Franța.

## Comune
- Apremont
- Arbin
- La Chavanne
- Chignin
- Francin
- Laissaud
- Les Marches
- Les Mollettes
- Montmélian (reședință)
- Myans
- Planaise
- Sainte-Hélène-du-Lac
- Saint-Pierre-de-Soucy
- Villard-d'Héry
- Villaroux